# Chlorohippus
Chlorohippus is een geslacht van rechtvleugeligen uit de familie veldsprinkhanen (Acrididae). De wetenschappelijke naam van dit geslacht is voor het eerst geldig gepubliceerd in 1911 door Bruner.

## Soorten
Het geslacht Chlorohippus omvat de volgende soorten:
- Chlorohippus roseipennis Bruner, 1911
- Chlorohippus violaceipennis Descamps, 1984